# アンダルシア方言
アンダルシア方言（アンダルシアほうげん）は、スペイン語の方言。スペイン・アンダルシア州の方言。歴史的影響からアラビア語の影響が強い。

## 特徴

### 発音
- アンダルシア中部で z, c(+e,i) を [s]と発音する（セセオ;seseo)。また、一部地域では/s/と/θ/の混同により、逆に s を[θ]と発音する（ceceo）こともある。
- つづりの h を[h]～[x]と発音する（f→hと音韻変化した語彙およびアラビア語からの借用語に限られる）地域がある。その発音を表すため、"h" を "j" と表記することがあり、たとえば "huelga"（意味は「ストライキ」など）のアンダルシア方言の発音から "juerga"（「どんちゃん騒ぎ」の意）としてスペイン語の語彙に取り入れられた。その他、フラメンコ用語の「カンテ・ホンド」(cante hondo/jondo:「深い歌声」の意味)などが例として挙げられる。
- アンダルシア南西部で j(/x/) を[h]と発音する。
- セビリアを含む一部地域で ch[tʃ]を[ʃ]と発音する（中南米でもキューバ、ドミニカ共和国およびプエルトリコ、そしてチリでも見られる）。
- 一部地域で子音の前及び語末の s を[h]で発音するか、全く発音しない。例えば"estas"は[ehtah]または[eta]と発音する。これは南米の山岳部などでも見られる。
- 母音間のdがしばしば発音されない。
- セビリアなどでは、若い中流以上の女性を中心に、stをtsと発音することがある（例: etsoy etsresada（estoy estresada）、etso tsre tsamboreh（estos tres tambores））。

### 文法
- 二人称複数代名詞の vosotros/as を用いず、三人称の活用をする ustedes を常に用いる事が多い。三人称複数形の活用を用いながら vosotros という語を用いる人もいて（例："¿Vosotros cuándo vienen?"「君たちはいつ来るのか」；正しくは"¿Vosotros cuándo venís?"）、これは特にアンダルシアからスペイン中北部への移住者に見られる。また、アンダルシア南西部では逆に、砕けた場合二人称複数の動詞活用を用いるが、主語を言うときは ustedes で代用する傾向がある。
- 言葉遣いに関して比較的保守的。スペイン中北部と比べて敬称の二人称 usted を用いる頻度が高く、特に年配者に対してはある程度親しくなっても usted を用いる。

## 論争
アンダルシア地方は、中世時代の長きにわたってイスラム帝国の支配下にあり、その方言は、モサラベ語などとカスティーリャ語とのクレオール言語として発展した。こうした成立過程に加え、南北の経済格差や文化的差異もあって、しばしばアンダルシア方言はカスティーリャ語と異なる言語であると主張される。実際にアンダルシアの地方行政では、方言という呼称を避けて「アンダルシアの言語」と呼んいる。

### アンダルシア方言と新大陸スペイン語との関係
イスパノアメリカ諸国および米国のヒスパニックのスペイン語はアンダルシア方言との共通点がいくつか見られ、とくにアンダルシア中部の方言によく類似している。主なものとして、vosotrosと二人称複数の動詞活用の不使用、seseo、ustedの優勢使用などがあげられ、これらは新大陸のほぼ全域で見られる。スペインによる新大陸の植民地の獲得後、アンダルシア中部からの移住者が多かったためだと考えられている。また、イスパノアメリカ渡航の基地であったカディスやセビリアで出航待ちで滞在している間、現地の方言を身につけ、新大陸移住後も自分たちの言葉にしたとする説もあるが、カディスは逆に s を[θ]と発音する地域であることなどから、この説は有力でない。